# Lipotriches aurata
Lipotriches aurata là một loài Hymenoptera trong họ Halictidae. Loài này được Bingham mô tả khoa học năm 1897.